# عبدالمجید معصومی نائینی
عبدالمجید معصومی نائینی(زاده ۱۳۰۰ - در گذشته ۱۳۸۴) سپهبد نیروی زمینی شاهنشاهی و آخرین معاون پارلمانی وزارت جنگ و از امضا کنندگان اعلامیه بی‌طرفی ارتش در ۲۲ بهمن ۱۳۵۷ بود.

## جلسهاعلامیه بی‌طرفی ارتش
سپهبد معصومی نائینی به عنوان معاون پارلمانی وزارت جنگ در این جلسه بعد از درخواست سپهبد هوشنگ حاتم (جانشین رئیس ستاد بزرگ ارتشتاران) مبنی بر اعلام بی‌طرفی با تشریح وضعیت نابسامان ارتش و کشور خواهان همبستگی با ملت و اعلان همبستگی با انقلاب شد.
اعلیحضرت از کشور خارج شده‌اند، آنچه روشن است این است که مراجعتی هم در بین نیست. ملت ایران مدت‌ها است یکپارچه نشان داده‌اند که طرفدار و خواستار آیت‌الله خمینی هستند و کسی طرفدار دولت آقای بختیار نمی‌باشد. مملکت دارد از بین می‌رود. آقای بختیار هم در این مدت عملاً نشان داده که در مقابل اراده ملت ایران قادر به عملی نیست؛ بنابراین من هم عقیده دارم که برای جلوگیری از خونریزی و خاتمه دادن به این وضعیت ناگوار اعلان همبستگی شود